# A Night of Neglect
«A Night of Neglect» (рус. Ночь пренебрежения) — семнадцатый эпизод второго сезона американского музыкального телесериала «Хор», показанный телеканалом Fox 19 апреля 2011 года после месячного перерыва. В эпизоде «Новые горизонты» решают провести концерт, чтобы собрать денег на поездку в Нью-Йорк, а Сью Сильвестр пытается помешать их планам.
В эпизоде появились тринадцать приглашённых актёров, в том числе Гвинет Пэлтроу, а также несколько актёров, вернувшихся после длительного отсутствия, — Чарис Пемпенгко в роли Саншайн Коразон; Джессалин Гилсиг, Чайин Джексон и Стивен Тоболовски в качестве членов «Лиги смерти» Сью Сильвестр. В эпизоде были показаны пять музыкальных номеров, четыре из которых были выпущены в качестве синглов посредством цифровой дистрибуции, а кавер-версия «Turning Tables» певицы Адель в исполнении Гвинет Пэлтроу вошла в альбом Glee: The Music, Volume 6 и добралась до 66 строчки в чарте Billboard Hot 100.

## Сюжет
После победы на региональных соревнованиях хору школы МакКинли открыта дорога на национальные, которые будут проведены в Нью-Йорке. Стеснённые в средствах, хористы ищут способ заработать денег и приобрести билеты. Майк Чанг (Гарри Шам-младший), Арти Абрамс (Кевин Макхейл) и Тина Коэн-Чанг (Дженна Ашковиц) вступают в команду по десятиборью, а Бриттани (Хизер Моррис) принимает участие в телешоу «Своя игра», где показывает знания о кошачьих болезнях. Подруга Уилла Шустера (Мэтью Моррисон), заменяющий учитель Холли Холлидей (Гвинет Пэлтроу) предлагает им провести концерт, вырученных денег с которого хватит на поездку. Бывшая студентка МакКинли Саншайн Коразон (Чарис Пемпенгко) предлагает свою помощь — «Вокальный адреналин» исполнит номер в финале, а она напишет о концерте в Twitter и приведёт своих друзей.
Тренер команды поддержки Сью Сильвестр (Джейн Линч) создаёт «Лигу смерти», цель которой — сорвать хору поездку в Нью-Йорк, и в которую вошли бывшая жена Уилла Шустера Терри (Джессалин Гилсиг), руководитель «Вокального адреналина» Дастин Гулсби (Чайин Джексон) и бывший учитель МакКинли Сэнди Райерсон (Стивен Тоболовски). Пытаясь рассорить Холли и Уилла, Гулсби предпринимает неудачную попытку соблазнить её, однако их отношения всё равно рушатся, когда Уилл помогает Эмме Пилсберри (Джейма Мейс) во время обострения её обсессивно-компульсивного расстройства после того, как она узнала, что её муж Карл Хауэлл подаёт на развод.
Бывший студент МакКинли Курт Хаммел (Крис Колфер) пришёл на концерт в компании своего бойфренда Блейна (Даррен Крисс). Они столкнулись со школьным гомофобом Дейвом Карофски (Макс Адлер), однако он был вынужден отступить, когда за них вступилась Сантана (Ная Ривера), которой он ранее традиционно вылил коктейль в лицо. После запрета Гулсби «Вокальный адреналин» отказался от участия в концерте, а значит, Саншайн не может привести своих друзей. Концерт под угрозой срыва; кроме Курта и Блейна, в зале Джейкоб Бен Израэль (Джош Сассман), Азимо (Джеймс Эрл) и Бекки Джексон (Лоурен Поттер), которые мешают выступлениям хористов. Во время перерыва Холли решает поговорить с ними и предлагает им закончить оскорблять выступающих, и троица покидает зал. Холли поёт «Turning Tables» для Уилла, а Мерседес Джонс (Эмбер Райли), которая ранее по совету Лоурен Зайзис (Эшли Финк) выставила хористам невыполнимый ультиматум, поёт финальный номер. Позже Сэнди Райерсон решает передать часть свой прибыли от продажи наркотиков команде по десятиборью. Холли сообщает Уиллу, что получила постоянную работу в Кливленде, и покидает Лайму; прощаясь, она советует Уиллу не упускать его шанс с Эммой.

## Реакция
Эпизод посмотрели 9,8 млн американских телезрителей, что стало самым низким рейтингом сезона на тот момент. Позже более низкий рейтинг был установлен в следующем эпизоде, «Born This Way». Реакция критиков на серию оказалась неоднозначной. Эрика Футтерман из Rolling Stone назвала её «очень предсказуемой серией, которая в угоду чёрствости сюжета пренебрегла музыкальными номерами». Сандра Гонсалес из Entertainment Weekly одобрила сюжетную линию Эммы и Уилла, а также сцену отъезда и прощания Холли, но была недовольна фактически отсутствием Курта и Блейна и подвергла критике сюжет с Мерседес, «которая решила возомнить себя Марайей Кэри». Лиза Моралес из Washington Post раскритиковала сюжет с «Лигой смерти», которая «состояла из двух персонажей, которых зрители едва помнят». Она предположила, что они были добавлены серию не из-за сюжетной линии, а из-за контракта; однако несколько рецензентов похвалили актёрскую игру Джексона, а Футтерман отметила, что его возвращение «ожидалось давно». Лиза Респерс Франс из CNN написала, что эпизод не соответствовал ожиданиям. Она также добавила, что сюжет с Мерседес может привести к тому, что её персонаж перейдёт в категорию «нелюбимых», а также подвергла критике отъезд Холли Холлидей. По её мнению, возвращение Саншайн Коразон стало хорошим ходом, так же, как и посещение Куртом и Блейном МакКинли уже в качестве пары и финальный сольный номер Мерседес. Эми Рейтер из Los Angeles Times назвала эпизод «мало эмоциональным», однако смешным в некоторых моментах.